# Zebedeüs

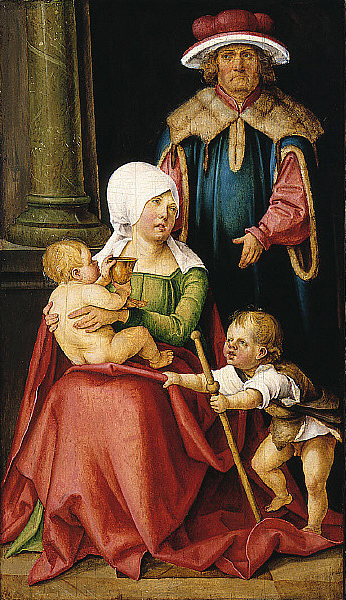
Schilderij met Zebedeüs, zijn vrouw en de twee apostelen als kinderen - Hans von Kulmbach, ca. 1511

Zebedeüs (Koinè: Ζεβεδαῖος, Zebedaios, van het Hebreeuws: זְבַדְיָה, zəvadjāh, "Geschenk van JHWH") was volgens het Nieuwe Testament een visser in Galilea en vader van Jezus' apostelen Johannes en Jacobus (Matteüs 4:21-22; 10:2; Marcus 1:19-20).
Volgens een traditie rondom de drie Maria's die bij het kruis van Jezus stonden, wordt "de moeder van de zonen van Zebedeüs" (Matteüs 27:56) gelijkgesteld met de Salomé in het parallelle verslag (Marcus 15:40 - niet te verwarren met Salomé II uit het verhaal over Johannes de Doper). Volgens een vergelijkbare, middeleeuwse traditie was deze Salomé een (half)zus van Maria (moeder van Jezus). In dat geval was Zebedeüs een oom van Jezus.